# شهر دماج
شهر دماج (به عربی: دماج) یک منطقهٔ مسکونی در یمن است که در استان صعده واقع شده‌است.
شهر دماج ۱۵٬۶۲۶ نفر جمعیت دارد.